# Linea Hokuetsu Express Hokuhoku

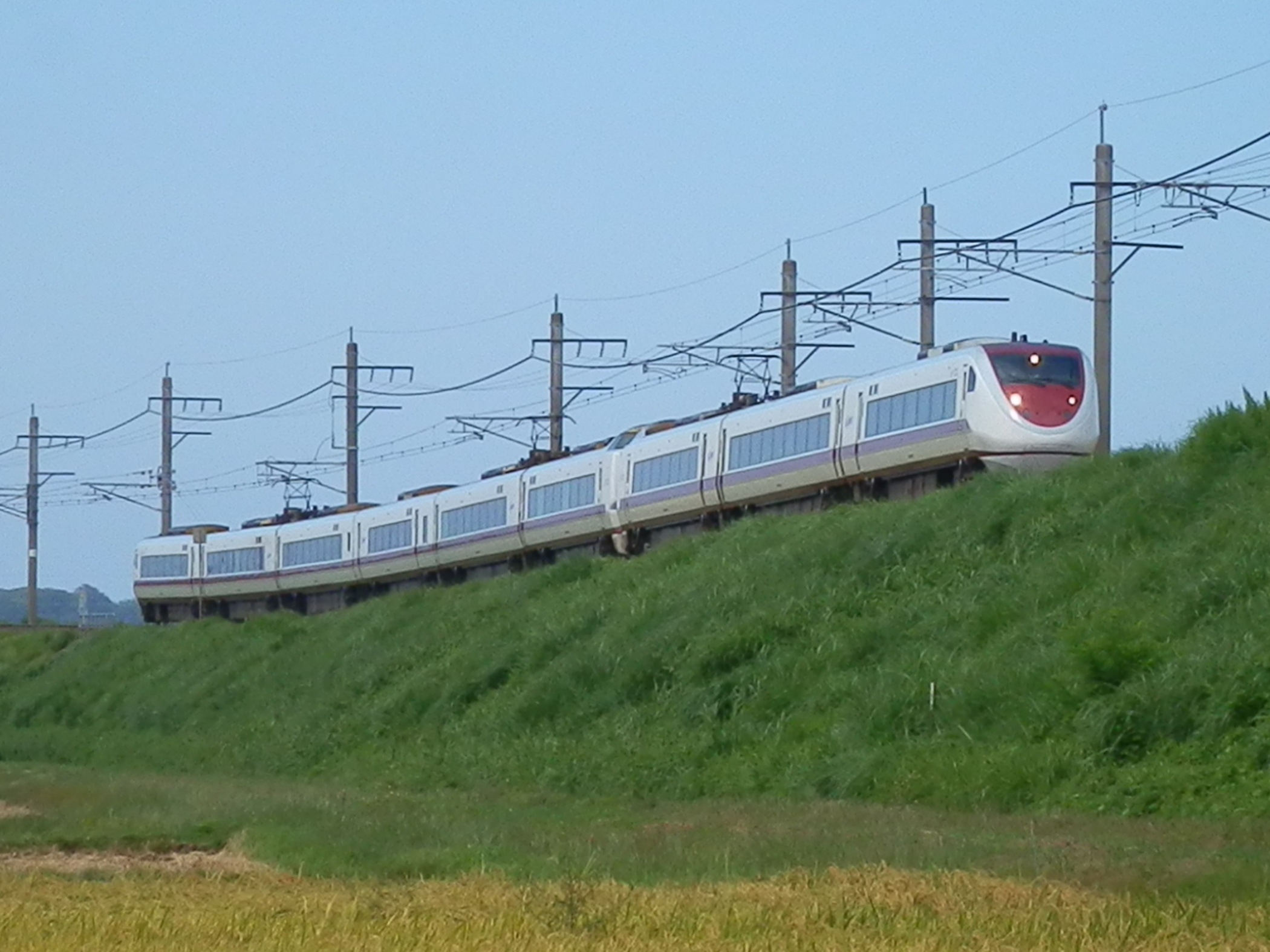
Un treno "Hokuetsu Express" della serie 681

La linea Hokuetsu Express Hokuhoku (北越急行ほくほく線?, Hokuetsu Kyūkō Hokuhoku-sen) è una linea ferroviaria regionale ad alta velocità giapponese nella prefettura di Niigata che collega principalmente le città di Minamiuonuma e di Jōetsu. A differenza della maggior parte delle linee ferroviarie regionali del Giappone, la linea Hokuhoku genera un buon profitto, in quanto al momento è il modo più rapido per spostarsi fra il Kantō e la regione dello Hokuriku. Si tratta del più veloce servizio della JR se esclusi i treni Shinkansen.

## Caratteristiche ferroviarie
- Lunghezza: 59,5 km
- Scartamento: 1067 mm
- Numero di stazioni: 12
- Velocità massima: 160 km/h (espresso limitato); 140 km/h (rapidi)
- Numero di binari: binario singolo
- Elettrificazione: tutta la linea, a 1500 V in corrente continua
- Raggio di curvatura minimo: 400 m
- Pendenza massima: 33 per mille
- Tunnel maggiore: tunnel di Akakura (10.472 m) [2]
- Segnalamento: automatico
- Sistema di sicurezza: ATS-P
- Centrale operativa: Muikamachi

## Servizi
Sulla linea circolano tre tipi di servizi: i treni locali fermano in tutte le stazioni; i treni rapidi fermano solo ad alcune stazioni principali; i treni espressi limitati fermano solo a Muikamachi e Tōkamachi (ma alcuni treni sono diretti, senza alcuna fermata) e proseguono sulla linea principale Hokuriku fino a Toyama o Kanazawa.

## Stazioni
- Tutte le stazioni si trovano nella prefettura di Niigata

Legenda
Fermate: ●: tutti i treni fermano; ｜: tutti i treni passano; ＊：alcuni treni fermano; ※: fermano alcuni treni solo in estate e inverno; △: fermano alcuni treni in direzione Naoetsu
Binari: ∥: doppio binario; ◇: binario singolo (incrocio treni possibile); ｜: binario singolo (impossibile incrocio treni); ∨: da qui binario singolo; ∧: da qui binario doppio
| Gestore          | Linea                  | Stazione                          | Giapponese         | Distanza totale | Distanza da Muikamachi | L  | R  | EL | Collegamenti                                                                               | Binari | Posizione            |
| ---------------- | ---------------------- | --------------------------------- | ------------------ | --------------- | ---------------------- | -- | -- | -- | ------------------------------------------------------------------------------------------ | ------ | -------------------- |
| JR East          | Linea Jōetsu           | Echigo-Yuzawa                     | 越後湯沢           | -               | 17.6                   | ●  | ●  | ●  | Linea Jōetsu (per Minakami e Gala Yuzawa) Jōetsu Shinkansen                                | ∥      | Yuzawa Minami-Uonuma |
| JR East          | Linea Jōetsu           | Ishiuchi                          | 石打               | 6.4             | 11.2                   | ｜ | ｜ | ｜ |                                                                                            | ∥      | Minami-Uonuma        |
| JR East          | Linea Jōetsu           | Ōsawa                             | 大沢               | 4.0             | 7.2                    | ｜ | ｜ | ｜ |                                                                                            | ∥      | Minami-Uonuma        |
| JR East          | Linea Jōetsu           | Stazione di Jēetsu Kokusai Ski-jō | 上越国際スキー場前 | 1.0             | 6.2                    | ※  | ※  | ｜ |                                                                                            | ∥      | Minami-Uonuma        |
| JR East          | Linea Jōetsu           | Shiozawa                          | 塩沢               | 2.3             | 3.9                    | ＊ | ｜ | ｜ |                                                                                            | ∥      | Minami-Uonuma        |
| JR East          | Linea Jōetsu           | Muikamachi                        | 六日町             | 3.9             | 0.0                    | ●  | ●  | ＊ | Linea Jōetsu (per Koide)                                                                   | ∨      | Minami-Uonuma        |
| Hokuetsu Express | Linea Hokuhoku         |                                   | 六日町             | 3.9             | 0.0                    | ●  | ●  | ＊ | Linea Jōetsu (per Koide)                                                                   | ∨      | Minami-Uonuma        |
| Hokuetsu Express | Linea Hokuhoku         | Uonuma-Kyūryō                     | 魚沼丘陵           | 3.6             | 3.6                    | ●  | ｜ | ｜ |                                                                                            | ｜     | Minami-Uonuma        |
| Hokuetsu Express | Linea Hokuhoku         | Semaforo di Akakura               | 赤倉信号場         | -               | (8.5)                  | ｜ | ｜ | ｜ |                                                                                            | ◇      | Tōkamachi            |
| Hokuetsu Express | Linea Hokuhoku         | Misashima                         | 美佐島             | 8.6             | 12.2                   | ●  | ｜ | ｜ |                                                                                            | ｜     | Tōkamachi            |
| Hokuetsu Express | Linea Hokuhoku         | Shinza                            | しんざ             | 2.2             | 14.4                   | ●  | ｜ | ｜ |                                                                                            | ｜     | Tōkamachi            |
| Hokuetsu Express | Linea Hokuhoku         | Tōkamachi                         | 十日町             | 1.5             | 15.9                   | ●  | ●  | ＊ | Linea Iiyama                                                                               | ◇      | Tōkamachi            |
| Hokuetsu Express | Linea Hokuhoku         | Semaforo di Yakushi-Tōge          | 薬師峠信号場       | -               | (23.8)                 | ｜ | ｜ | ｜ |                                                                                            | ◇      | Tōkamachi            |
| Hokuetsu Express | Linea Hokuhoku         | Matsudai                          | まつだい           | 13.3            | 29.2                   | ●  | ●  | ｜ |                                                                                            | ◇      | Tōkamachi            |
| Hokuetsu Express | Linea Hokuhoku         | Semaforo di Gimyō                 | 儀明信号場         | -               | (34.1)                 | ｜ | ｜ | ｜ |                                                                                            | ◇      | Tōkamachi            |
| Hokuetsu Express | Linea Hokuhoku         | Hokuhoku-Ōshima                   | ほくほく大島       | 9.4             | 38.6                   | ●  | ●  | ｜ |                                                                                            | ｜     | Jōetsu               |
| Hokuetsu Express | Linea Hokuhoku         | Mushigawa-Ōsugi                   | 虫川大杉           | 6.2             | 44.8                   | ●  | ●  | ｜ |                                                                                            | ◇      | Jōetsu               |
| Hokuetsu Express | Linea Hokuhoku         | Uragawara                         | うらがわら         | 2.0             | 46.8                   | ●  | ●  | ｜ |                                                                                            | ｜     | Jōetsu               |
| Hokuetsu Express | Linea Hokuhoku         | Ōike-Ikoi-no-mori                 | 大池いこいの森     | 4.9             | 51.7                   | △  | ｜ | ｜ |                                                                                            | ｜     | Jōetsu               |
| Hokuetsu Express | Linea Hokuhoku         | Kubiki                            | くびき             | 1.9             | 53.6                   | ●  | ●  | ｜ |                                                                                            | ◇      | Jōetsu               |
| Hokuetsu Express | Linea Hokuhoku         | Saigata                           | 犀潟               | 5.9             | 59.5                   | ●  | ●  | ｜ | Linea principale Shin'etsu (per Kashiwazaki)                                               | ∧      | Jōetsu               |
| JR East          | Linea princ. Shin'etsu | Saigata                           | 犀潟               | 5.9             | 59.5                   | ●  | ●  | ｜ | Linea principale Shin'etsu (per Kashiwazaki)                                               | ∧      | Jōetsu               |
| JR East          | Linea princ. Shin'etsu | Kuroi                             | 黒井               | 4.4             | 63.9                   | ｜ | ｜ | ｜ |                                                                                            | ∥      | Jōetsu               |
| JR East          | Linea princ. Shin'etsu | Naoetsu                           | 直江津             | 2.7             | 66.6                   | ●  | ●  | ●  | Linea principale Shin'etsu (per Nagano) Linea principale Hokuriku (alcuni servizi diretti) | ∥      | Jōetsu               |